# Ixodes venezuelensis
Ixodes venezuelensis är en fästingart som beskrevs av Glen M. Kohls 1953. Ixodes venezuelensis ingår i släktet Ixodes och familjen hårda fästingar. Inga underarter finns listade i Catalogue of Life.